# 貢圖爾火山
貢圖爾火山是印度尼西亞的火山，位於爪哇島西部，行政方面由西爪哇省負責管轄，海拔高度2,249米，在19世紀火山爆發頻繁，是爪哇島西部最活躍的火山之一，最近一次爆發在1847年。